# Chefferie bamilékée
 (juillet 2016).
Si vous disposez d'ouvrages ou d'articles de référence ou si vous connaissez des sites web de qualité traitant du thème abordé ici, merci de compléter l'article en donnant les références utiles à sa vérifiabilité et en les liant à la section « Notes et références ».

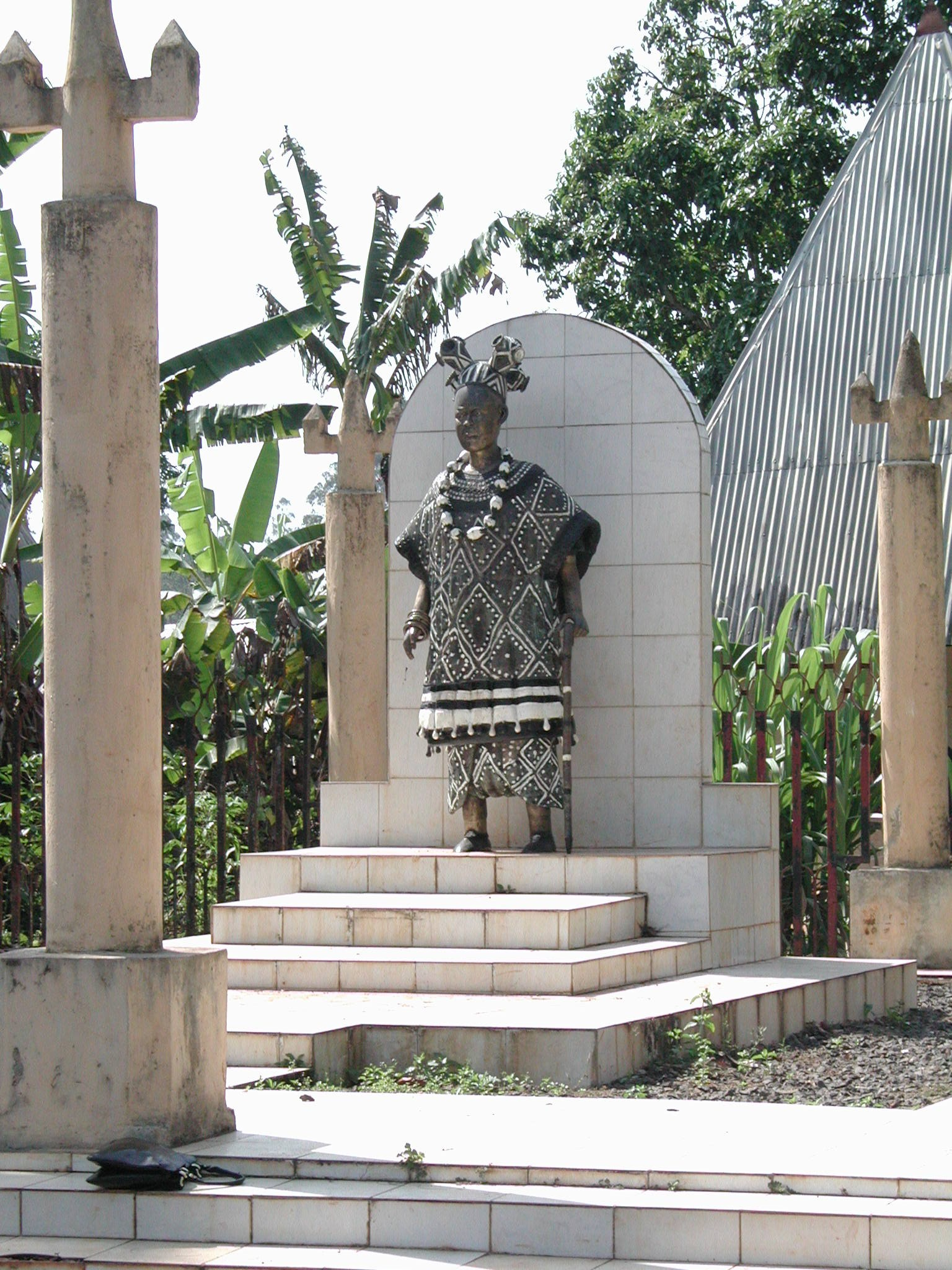
Statue d'un roi coutumier à Bana

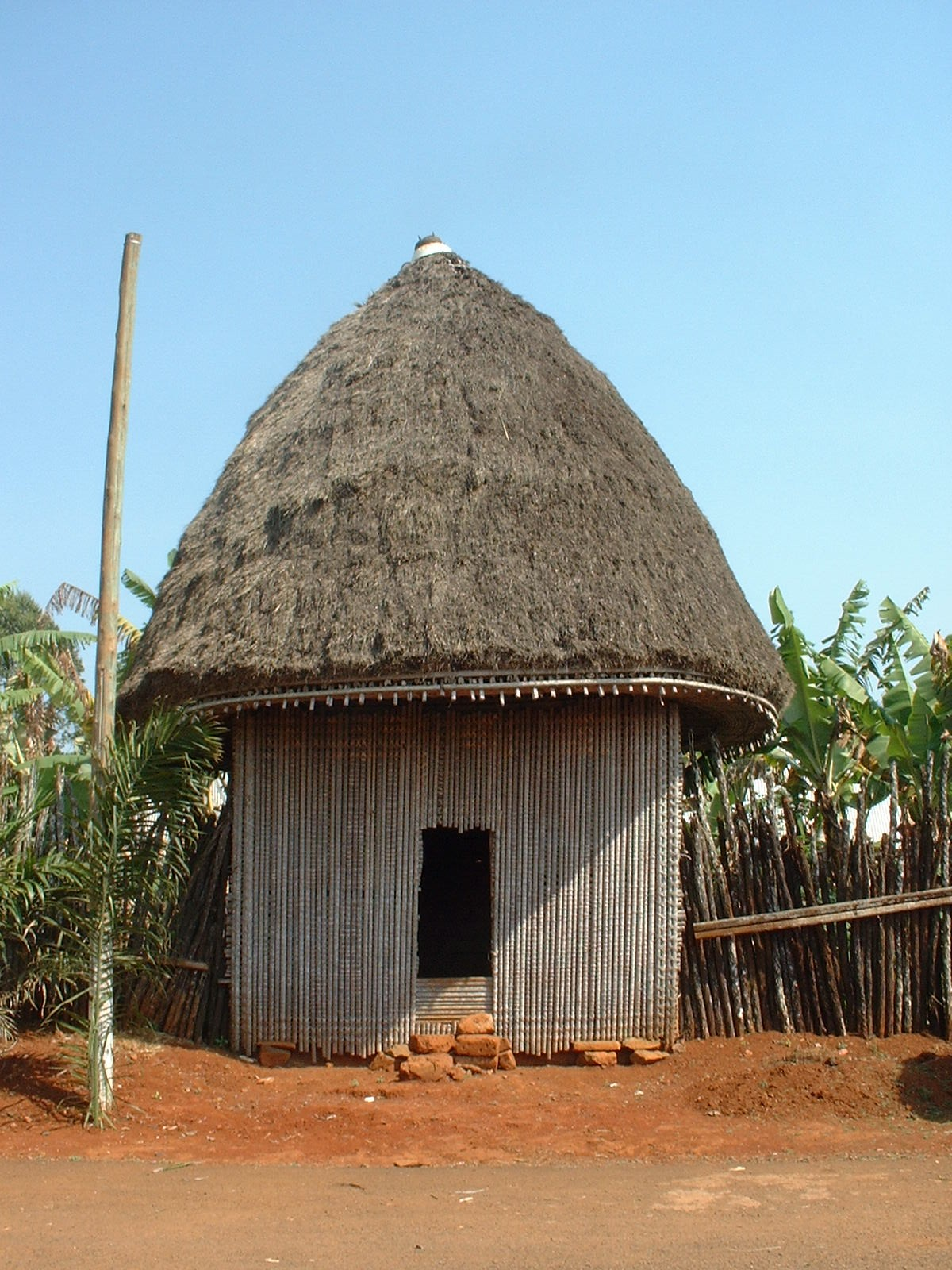
Case typique de l'architecture bamiléké

La fonction de Roi (vulgairement appelé chef traditionnel) chez les Bamilékés se caractérise de la façon suivante. Dans un groupement donné de la province de l'Ouest au Cameroun, le « fo » (roi ou chef supérieur) a des pouvoirs assez étendus au plan mystico-religieux et administratif. Le « fo » est le symbole de l'unité et de la force du peuple. Mais au plan de la communication avec les ancêtres et Dieu, c'est presque toujours le Conseil suprême de notables (le Conseil des neuf) qui en a la prérogative ; avec à la clef, le rôle proéminent du dignitaire qui accède au Néfam, le panthéon des défunts chefs de la dynastie.
Les rois bamiléké sont généralement désignés par le nom de Namtchema (lion), ou autres noms de louange tels que « mbelong » ou autres, « ô dze », « din toue gouon », etc., ou même par des entités totémiques qu'ils possèdent. En général, les « fo » jouissent de pouvoirs temporels et spirituels après leur séjour d’initiation de neuf semaines dans la case initiatique, le Lâ'kam. Dans le langage traditionnel, le roi ne meurt pas ; il retourne au royaume de ses ancêtres. Par ailleurs, il est le maître de la terre, à condition de préserver le droit d’usage à tous.
Du fait du grand respect qui lui est voué, le « fo » est en principe celui auquel sont destinés gros gibiers (buffles, phacochères, félins…), peaux de félins, statues d'envergure, tabourets multipodes ou sertis de pièces d'argent, défenses d'éléphants, dents de rhinocéros et de lion, etc.
Dans la société bamiléké, le roi est considéré "invraisemblablement" comme le plus fort à tous égards dans la communauté ; et à ce titre, la plupart des sorciers, magiciens, médiums, devins guérisseurs partagent avec lui leurs puissances pendant son séjour au Lâ'kam, tout en volant à son secours si besoin.

## Création d'un royaume enpays bamiléké
Un royaume  prend naissance à partir d’un palais royal et devient une sorte de patrie autonome. Bien qu’indépendants, les royaumes  ont des grades différents suivant leur proximité avec l’ancêtre mythique, et de fait, avec l'administration publique -qui classe souvent ces royaumes.
Les royaumes sont nés de trois facteurs :
- des princes héritiers se libèrent du joug paternel et s'éloignent de leur contrée ;
- des princes sont placés à la tête de terres nouvellement conquises ;
- des excommuniés et bannis s'éloignent, forment un groupe et fondent plus tard un groupement insoumis[2].

## Sociétés secrètes
Le pouvoir de chaque "fo" est sérieusement tempéré par le grand nombre de sociétés secrètes qui animent et entretiennent la flamme de la communauté. Elles ont un caractère religieux ou économique, mais leur étude reste une affaire tabou en raison de leur nature sacrée. Elles se réunissent à des périodes précises. Hiérarchisée, chaque confrérie a une signification propre et est orientée vers une mission précise.
Exemples :
- Pagouop (porteur de peau de panthère) ;
- Medjoung (guerriers) ;
- Kougang (tenants des coutumes et traditions).

L’accès aux sociétés secrètes passe par l’initiation qui est la base des coutumes ; les coutumes et traditions sont aussi nombreuses que diverses. Très respectées, elles font la fierté de l’homme bamiléké qui y attache beaucoup d’importance.

## Justice traditionnelle
La justice traditionnelle a pu être rendue au moyen de la torture ou de Ngwe (potion médicamenteuse à effet et pouvoir surnaturels ou maléfiques contre les malfaiteurs), ou encore au moyen du versement de vin de raphia sur un tombeau en proposant une sanction en cas de mensonge ou de culpabilité. Autrefois, l’animal de vérité en cas de Ngwe était la tortue. Après les déclarations d’innocence jurées par les parties en présence, celle-ci se dirigeait vers le menteur et sa culpabilité était ainsi consommée.

## Habillement et danse
La couture bamiléké compte parmi les plus somptueuses : décoration et goût poussé dans la recherche ; c’est tout un message qui témoigne de la finesse du Bamiléké dans l’art de la communication. Les cérémonies de danses traditionnelles sont les occasions propices pour apprécier la richesse de ces tenues, fruit de ma maîtrise de l’art. Il faut aussi souvent assister aux danses traditionnelles dans les régions bamiléké pendant la saison sèche afin de découvrir la vraie réalité des tenues de danse traditionnelle.

## Peau de panthère
La peau de panthère symbolise la ruse.

## Relation inter-villages
Chaque groupement a des alliés suivant les pensées historiques, des batailles antiques ou selon que telle œuvre est celle d’un natif de telle personne ou encore que le successeur dans tel palais fut le petit-fils de tel autre grand roi, etc.

## Le calcul traditionnel du temps
En pays bamiléké, la semaine compte huit jours, et chaque jour a une signification liée aux activités qui lui sont réservées, ou inspirées de l’histoire du village. De manière générale, le temps est indiqué par des événements qui le marquent : tel fait s’est déroulé pendant les récoltes de telle ou telle plante, pendant les semailles de telle autre, en saison sèche ou de pluie ; on dira par exemple je suis né l’année de l’invasion des sauterelles, l’année de l'éclipse au lever (ou au coucher) du soleil, à la nouvelle lune, au premier chant du coq, etc.
De nos jours, les choses ont évolué avec les calendriers en langue maternelle où les jours, les semaines les mois voire l’année ont effectivement une dénomination.

## Propriété
Les biens privés ne manquent pas. Mais les biens communs sont les plus nombreux, parmi lesquels :
- le palais royal lui-même : Ntsa’a-ngouong (palais du peuple) ;
- les pagnes traditionnels de la chefferie ; les bracelets en or du chef ; les ivoires de la chefferie ;
- certains instruments qualifiés de tsegouong (c’est-à-dire les biens du peuple).
- les lieux et marchés publics ;
- les lieux saints ;
- les cours d’eau ;
- les routes publiques ;
- tribune et tam-tams de la chefferie.